# Operational Excellence
Operational Excellence (OPEX) (deutsch operative Exzellenz) bezeichnet die konsequente Umsetzung der Unternehmensstrategie.
Unter Operational Excellence wird die Fähigkeit verstanden, dafür zu sorgen, dass die Kernprozesse in der Wertschöpfungskette ständig im Hinblick auf Effektivität und Effizienz optimiert werden. Auf der Grundlage der Unternehmensstrategie werden unter Berücksichtigung der technologischen, organisatorischen und kulturellen Bedingungen die Prozesse gestaltet. OPEX unterstützt durch die richtige Kombination der Verbesserungsmethoden den kontinuierlichen Verbesserungsprozess. Die Kombination aus Qualitätsverbesserung, Kundenfokus, Prozessmanagement und Geschwindigkeit sowie Lern- und Wandlungsfähigkeit steht im Mittelpunkt. Zielsetzung ist, die Unternehmen erfolgreich im Wettbewerb zu machen. Im Mittelpunkt steht dabei die ständige Optimierung der Kernprozesse. Robuste und optimale Prozesse sorgen gleichzeitig für Produktivitätssteigerung, Kostenreduzierung und Qualitätsverbesserung.

## Ziele von OPEX
1. Gesamtperformance-Steigerung: OPEX zielt darauf ab, alle Aspekte der Unternehmensleistung zu verbessern, um einen nachhaltigen Wettbewerbsvorteil zu schaffen.
2. Effizienzsteigerung: Unternehmen streben danach, ihre Prozesse zu optimieren und Ressourcen effektiver einzusetzen, was zu schnelleren, schlankeren und kostengünstigeren Betriebsabläufen führt.
3. Qualitätsverbesserung: Durch die Einführung strenger Standards und kontinuierlicher Verbesserungsprozesse wird die Qualität von Produkten und Dienstleistungen erhöht.
4. Kundenzufriedenheit: Indem Unternehmen eng auf die Bedürfnisse und Erwartungen ihrer Kunden eingehen, verbessern sie die Kundenzufriedenheit und -bindung.
5. Rentabilitätssteigerung: Die Optimierung von Betriebsprozessen und die Reduzierung von Verschwendung führen zu einer verbesserten Gewinnmarge und Rentabilität.
6. Flexibilität und Anpassungsfähigkeit: Unternehmen werden agiler und können sich schneller an Markt- und Umweltveränderungen anpassen.
7. Mitarbeiterzufriedenheit und -engagement: Ein kollaboratives und unterstützendes Arbeitsumfeld fördert die Zufriedenheit und das Engagement der Mitarbeiter, was sich direkt auf die Produktivität auswirkt.
8. Resilienz: Durch die Schaffung robuster Prozesse und Strukturen sind Unternehmen besser gegen Störungen und Krisen gewappnet.

Insgesamt fördert OPEX eine Kultur der kontinuierlichen Verbesserung, in der Qualität, Effizienz, Kundenzufriedenheit und Mitarbeiterengagement Hand in Hand gehen, um eine nachhaltige Leistungssteigerung zu erreichen. Es ist ein ganzheitlicher Ansatz, der auf langfristigen Erfolg und Wettbewerbsfähigkeit abzielt.

## Anwendung in Deutschland
Das Interesse an der Thematik Operational Excellence ist vor allem bei den größeren Unternehmen sehr hoch. Laut einer Studie wenden bereits etwas mehr als zwei Drittel (72,6 %) der Befragten die Methode an. Während ein Viertel noch keine Erfahrung mit OPEX hat, haben bereits 60 % der befragten Unternehmen zwischen 1 und 2 Jahren Erfahrung im Umgang mit diesem Konzept. Der Grund für die Einführung von OPEX-Methoden liegt für knapp zwei Drittel der Teilnehmer (63 %) in dem Streben, Wettbewerbsvorteile zu erzielen, mit 59 % folgt als Ziel Zeiteinsparung, etwa ein Viertel der Teilnehmer nennt Qualitätssteigerung (28 %), Kostenreduzierung (24 %) und Effizienzsteigerung (22 %).

## Methoden und Werkzeuge
Operational Excellence (OPEX) ist ein Ansatz zur kontinuierlichen Verbesserung der operativen Leistung eines Unternehmens. Dabei werden verschiedene Methoden und Tools eingesetzt, um Verschwendung zu reduzieren, die Effizienz zu steigern und die Qualität zu verbessern.

### Methoden und Werkzeuge des Lean Managements
Lean Management ist ein ganzheitlicher Ansatz zur Verschwendungsvermeidung. Es basiert auf den Prinzipien der Wertschöpfung, der Verschwendungsidentifikation und -elimination sowie der kontinuierlichen Verbesserung.
- SMED
- TPM
- Shopfloor Management
- Kanban
- Gemba Walks
- Wertstromanalyse
- Value Stream Mapping

### KVP Core Tools
KVP steht für „kontinuierlicher Verbesserungsprozess“. Es ist ein systematischer Ansatz zur Verbesserung von Prozessen und Abläufen, bei dem spezielle KVP Core Tools & Werkzeuge eingesetzt werden, um die Effizienz und Effektivität in verschiedenen Unternehmensbereichen zu steigern. Im Rahmen des kontinuierlichen Verbesserungsprozesses (KVP) werden verschiedene Core Tools eingesetzt, um Problemlösungen, Prozessmapping, Prozessoptimierung sowie Entscheidungstechniken effektiv zu gestalten. Hier ist eine systematische Aufstellung der KVP Core Tools.

#### Problemlösung
1. KVP-FMEA (Failure Mode and Effects Analysis)
2. Ishikawa (Fischgrätendiagramm)
3. A3 Problemlösung
4. 5xWarum (5 Why’s)

#### Prozessmapping / Prozessoptimierung
1. RACI-Matrix
2. Prozessflussdiagramm
3. SIPOC
4. Turtle
5. Wertstromanalyse

#### Entscheidungstechniken
1. Pareto-Analyse
2. SMART
3. 10-10-10-Regel
4. Pro-Contra-Liste

Jedes dieser Tools trägt auf seine Weise dazu bei, den kontinuierlichen Verbesserungsprozess in Unternehmen zu unterstützen und zu optimieren.

### Shingo Modell
Das Shingo Institute, eine Organisation, welche den Shingo Prize vergibt, hat zehn "Leitprinzipien im Shingo Model" identifiziert, welche die Grundlage einer nachhaltigen Organisational Excellence formen:
1. Respektiere jedes Individuum
2. Führe mit Demut
3. Suche Perfektion
4. Stelle Qualität an der Quelle sicher
5. Vermeide Verschwendung und erkenne Bedürfnisse
6. Begrüße wissenschaftliche Ansätze
7. Fokussiere auf den Prozess
8. Denke systemisch
9. Erschaffe Beständigkeit des Zweckes
10. Erschaffe Mehrwert für den Kunden

### OKAPI Methode
Die OKAPI Method basiert auf der Nutzung von SMART KPIs (Key-Performance-Indicators).
- S – Spezifisch: Je präziser ein KPI spezifiziert ist, desto größer der Wert und die Fokussierbarkeit. Es ist wichtig, dass der KPI die Richtung des zu erreichenden Ziels vorgibt
- M – Messbar: Ein KPI dient dazu eine Aufgabe zu messen, nicht ein Verhalten.
- A – Umsetzbar (Achievable): Fordernd, aber umsetzbar
- R – Relevant: KPIs müssen relevant für ein zu erreichendes Ziel sein und einen bedeutenden Einfluss auf den Erfolg der Organisation bringen
- T – Rechtzeitig (Timely): Jeder Auftrag muss mit einem definierten Zeitplan zur Vollendung versehen sein

## Ergebnisse
Letztlich steht bei der Anwendung von Methoden die Erreichung der Ziele im Mittelpunkt. Die Frage, ob zu den Zielen die Kostensenkung und Produktivitätssteigerung zählen, wurde von zwei Drittel der Unternehmen bei nahezu allen Kriterien bejaht: Prozesseffizienz (64,15 %), Motivation der Mitarbeiter (62,3 %), Leistungsfähigkeit (58,5 %), Personalrekrutierung (47,2 %). Nur bei der Umweltzufriedenheit waren es weniger als ein Viertel (22,6 %). Bei der Steigerung der Qualität und Reduzierung der Zeit waren die Ergebnisse ähnlich gut, die Ziele wurden erreicht bei: Kundenzufriedenheit (67 %), Prozesszeit (66 %), Produktqualität (62 %), Prozessqualität (61 %), Lieferzeit (60 %) und Durchlaufzeit (57 %). Drei Viertel der Unternehmen (77 %) sehen OPEX zur Steigerung der Effizienz als zukünftige Methode. Dies wird auch durch die guten Ergebnisse mit dem die Ziele erreicht wurden, bestätigt. Kleine Unternehmen sind mit dem OPEX-Konzept nicht vertraut. Die OPEX-Anwendung findet ausschließlich in großen Unternehmen statt.